# Такада, Юми
Юми Такада (яп. 高田由美 Такада Юми, родилась 21 сентября 1961 г. в Токио, Япония) — японская сэйю. Представляет фирму 81 Produce.

## Биография
В начальной школе Юми Такаду часто хвалили за чтение вслух, так что она начала мечтать о карьере в театре.
В 18 лет прошла пробы для участия в шоу на TBS Radio и дебютировала в качестве актрисы озвучивания в радиопостановке. После выступления в составе труппы музыкального театра переключилась на работу сэйю. Изначально работала на агентство Production Baobab
В октябре 2009 года Юми Такада прекратила работу над всеми текущими проектами по состоянию здоровья. Многие из её ролей взяла на себя Харухи Нанао.

## Роли в аниме
1982 год
- Minami no Niji no Lucy (Туб)

1983 год
- Seisenshi Dunbine (Кин Китс)
- Choujikuu Seiki Orguss (Бафти)

1984 год
- Attacker You! (Эри Такигава)
- God Mazinger (Каору)
- Mahou no Yousei Pelsia (Минами)

1986 год
- Ai Shoujo Pollyanna Monogatari (Сюзи)
- Reyon Densetsu Flair (Флэр)
- Twinkle Heart: Gingakei made Todokanai (Шейми)

1987 год
- Уроцукидодзи: Легенда о Сверхдемоне OVA (Мэгуми Амано)
- Akai Kodan Zillion (Мэл (8 серия))
- The Three Musketeers (Колетта)

1988 год
- Принцесса-вампир Мию OVA (Акико)
- Guy: Double Target (Кара)

1989 год
- Ранма 1/2 [ТВ] (Мидори-сэнсэй)

1991 год
- Goldfish Warning! (Титосэ Фудзиномия)
- Oniisama e… (Миюки Сонобэ)
- Exper Zenon (Принцесса Атовер)

1992 год
- Shin-chan [ТВ] (Ёсинага-сэнсэй)
- Hanappe Bazooka (Эцуко)
- Tenchi Muyo! Ryo-Ohki (Ауэка)

1993 год
- Shin-chan 1993 (фильм #01) (Ёсинага-сэнсэй)
- Tenchi Muyo! The Night Before The Carnival (Ауэка)

1994 год
- Shin-chan 1994 (фильм #02) (Ёсинага-сэнсэй)
- Dokyusei - Natsu no Owari ni (Курокава Сатоми)
- Tenchi Muyo! Ryo-Ohki 2 (Ауэка)
- Otaku no Seiza (Ян)

1995 год
- Tenchi Muyo! (Ауэка)

1996 год
- Power Dolls (Элис Кнокс (1 серия))
- Shin-chan 1996 (фильм #04) (Ёсинага-сэнсэй)
- Tenchi Muyo! (фильм первый) (Ауэка)
- Kiko-chan Smile (Мать Кико)

1997 год
- Azumi Mama Mia (Риса)
- Tenchi Muyo! (фильм второй) (Ауэка)

1998 год
- St. Luminous Mission High School (Шанон де Пай)
- Mamotte Shugogetten! (Руан)

1999 год
- Legend of Himiko (Сэйка)
- Tenchi Muyo! (фильм третий) (Ауэка)
- BuBu ChaCha (Катрин)
- Mystery of the Necronomicon (Харука Сакимидзу)

2000 год
- Denshin Mamotte Shugogetten! (Руан)
- Mutekioh Tri-Zenon (Атовер)

2001 год
- R=D (Ян);
- Shin-chan 2001 (фильм #09) (Ёсинага-сэнсэй)
- Daisuki! BuBu ChaCha (Катрин);
- Махороматик: Автоматическая девушка (Саори Сикидзо)

2002 год
- Пожалуйста! Учитель [ТВ] (Хацухо Кадзами)
- Tenchi Muyo! [ТВ-3] (Ауэка Масаки Дзюрай)
- Futari Ecchi (Маки Сугияма)
- Махороматик: Еще больше прекрасного! (Саори Сикидзо)
- Onegai Teacher (Хацухо Кадзами)

2003 год
- Махороматик: Летний спецвыпуск (Саори Сикидзо)
- Крестовый поход Хроно (Элиза);

2004 год
- This Ugly and Beautiful World (Дженифер Портман)

2005 год
- Gunparade March (Юми)

2009 год
- Махороматик: С возвращением! (Саори Сикидзо)